# ایدومنئوس کرت
ایدومنئوس کرت (یونانی: Ἰδομενεύς) یک پادشاه و فرمانده  کرت بود که ارتش کرت را در هشتاد کشتی سیاه به  جنگ تروآ هدایت کرد.  او همچنین یکی از خواستگاران هلن و همچنین از رفقای آیاس تلامونی  بود. مریونس ارابه‌ران و برادر هم‌ دوست او بود.